# Lambert Wiklander
Joel Lambert Wiklander, född 13 juli 1910 i Ljustorps församling, Västernorrlands län, död 27 september 1979 i Uppsala, var en svensk agronom och markforskare. 
Wiklander tog 1938 agronomexamen och blev 1946 agronomie doktor. Han var från 1951 till 1977 professor i marklära vid Lantbrukshögskolan. Wiklander var banbrytande i sin forskning om lermaterialets kolloidala egenskaper och utbytesreaktioner i marken. Inom den grundläggande markläran omfattade hans forskning geokemi, växtnäringslära samt jordmånslära, där särskilt kemiska och fysikaliska processer i gyttjejordar klarlades.